# Chrysanthrax procedens
Chrysanthrax procedens är en tvåvingeart som först beskrevs av Walker 1852.  Chrysanthrax procedens ingår i släktet Chrysanthrax och familjen svävflugor.
Artens utbredningsområde är Colombia. Inga underarter finns listade i Catalogue of Life.